# 46.º Prêmio Jabuti
O 46º Prêmio Jabuti foi realizado em 2004, premiando obras literárias referentes a lançamentos de 2003.

## Prêmios
Os premiados foram:
- Donaldo Schuller, Tradução
- Pós Imagem Design, Arquitetura e Urbanismo, Comunicação e Artes
- Maria Apparecida Bussolotti (org.), Teoria/Crítica Literária
- Carlito Carvalhosa, Arnaldo Antunes e Marcia Xavier, Projeto/Produção Editorial
- Ivan Zigg, Ilustração de livro infantil ou juvenil
- José Rodrigues de Carvalho Netto, Economia, Administração, Negócios e Direito
- Vera Masagão Ribeiro, Educação, Psicologia e Psicanálise
- Caco Barcellos, Reportagem e Biografia
- Nereide Schilaro Santa Rosa, Didático ou Paradidático do Ensino Fundamental ou Médio
- Vera Rosenthal, Capa
- Alexei Bueno, Poesia
- Francisco de Oliveira, Ciências Humanas
- Oswaldo Pessoa Júnior, Ciências Exatas, Tecnologia e Informática
- Protásio da Luz, Francisco Laurindo e Antônio Chagas, Ciências Naturais e da Saúde
- Sérgio Sant'Anna, João Gilberto Noll, Contos e Crônicas[2]
- Marco Túlio Costa, Infantil ou Juvenil
- Bernardo Carvalho, Romance
- Caco Barcellos, Livro do Ano Não-Ficção
- Chico Buarque - Budapeste, Livro do Ano Ficção

## Ver Também
- Prêmio Prometheus
- Os 100 livros Que mais Influenciaram a Humanidade
- Nobel de Literatura